# Rudi Heimann
Rudi Heimann (* 1966 in Oberselters) ist ein deutscher Fachbuchautor und Vizepräsident des Hessischen Landeskriminalamtes.

## Werdegang
1982 trat Rudi Heimann in den damaligen Bundesgrenzschutz, die heutige Bundespolizei, ein. Von 1987 bis 1989 war er für die Deutsche Lufthansa im Ausland eingesetzt. Er wechselte zur Hessischen Landespolizei und war bis 1999 Angehöriger des Spezialeinsatzkommandos Frankfurt.
Nach seinem Studium an der Polizeiführungsakademie in Münster/NRW war er in verschiedenen Führungsfunktionen im Polizeipräsidium Frankfurt tätig und leitete anschließend drei Jahre den Fachbereich Spezialeinheiten an der Polizeiakademie Hessen. Von 2008 bis 2012 war er Referent im Hessischen Ministerium des Innern und für Sport, um dann bis 2014 die II. Hessische Bereitschaftspolizeiabteilung zu führen. Im Anschluss war er Leiter des Stabes im Polizeipräsidium Mittelhessen bis 2017, um anschließend die Zentrale Ausländerbehörde in Gießen zu leiten. Im März 2021 wurde Rudi Heimann als Nachfolger von Björn Gutzeit zum Polizeivizepräsidenten im Polizeipräsidium Südhessen bestellt. Ab Januar 2024 nimmt er die Funktion des Vizepräsidenten des Hessischen Landeskriminalamtes wahr.
Rudi Heimann ist Herausgeber, Fachautor und spezialisiert auf Entscheidungsfindung in kritischen Situationen und Stabsarbeit. In dieser Eigenschaft kommentiert er die bundesweit gültige Polizeidienstvorschrift 100 VS-NfD. Er unterrichtet Führungslehre, Polizeiliches Einsatzmanagement und Kriminologie an der Hessischen Hochschule für Polizei und öffentliches Management. Zudem ist er fachlicher Referent des Ressorts Gewaltprävention im Deutschen Karateverband e. V. Seit 2024 bildet er für den DJKB Gewalt- und Konfliktmanager aus. Er ist ehrenamtlich seit 2001 als Vorstand des Vereins Menschen in komplexen Arbeitswelten e. V. engagiert, in dem das interdisziplinäre Wissen aus Wissenschaft und Praxis u. a. aus Luftfahrt, Medizin, Industrie, Polizei, Rettungsorganisationen, Psychologie und Organisationsberatung gebündelt wird.

## Veröffentlichungen
- Rudi Heimann (1999). Wir können uns wehren – Selbstbehauptungsstrategien für Frauen. Frankfurt am Main: Fischer. ISBN 978-3-596-14251-4[8]
- Stefan Strohschneider & Rudi Heimann (2009). Kultur und sicheres Handeln. Frankfurt am Main: Verlag für Polizeiwissenschaft. ISBN 978-3-86676-084-4[9]
- Rudi Heimann, Stefan Strohschneider & Harald Schaub (2013). Entscheiden in kritischen Situationen: Neue Perspektiven und Erkenntnisse. Frankfurt am Main: Verlag für Polizeiwissenschaft. ISBN 978-3-86676-274-9[10]
- Clemens Lorei, Rudi Heimann & Josephine Jellen (2015). Einsatzbewertung in Abhängigkeit des Ausgangs oder der Handlungen. In: Clemens Lorei (Hrsg.). Studien zur Eigensicherung: neue Studien zur Polizei im Jagdfieber. Frankfurt am Main: Verlag für Polizeiwissenschaft. ISBN 978-3-86676-414-9[11]
- Gesine Hofinger & Rudi Heimann (2016). Handbuch Stabsarbeit. Heidelberg: Springer. ISBN 978-3-662-48186-8[12]
- Clemens Lorei & Rudi Heimann (2017). Schießen auf Flüchtende – Eine Replikation. In: Clemens Lorei (Hrsg.). Studien zum Schusswaffengebrauch: Neue Studien zum Schießen. Frankfurt am Main: Verlag für Polizeiwissenschaft. ISBN 978-3-86676-494-1[13]
- Rudi Heimann & Jürgen Fritzsche (2020). Gewaltprävention in Erziehung, Schule und Verein. Wiesbaden: Springer. ISBN 978-3-658-27101-5[14]
- Rudi Heimann & Jürgen Fritzsche (2021). Gewalt- und Krisenprävention in Beruf und Alltag. Wiesbaden: Springer. ISBN 978-3-658-33374-4[15]
- Gesine Hofinger & Rudi Heimann (2022). Handbuch Stabsarbeit. Heidelberg: Springer. 2. Auflage. ISBN 978-3-662-63034-1[16]
- Rudi Heimann & Jürgen Fritzsche (2022). Violence Prevention in Education, School, and Club. Wiesbaden: Springer. ISBN 	978-3-658-38550-7[17]
- Rudi Heimann (2023). Polizeiliche Stabsarbeit – Erfordernisse für die Zukunft. In: Dieter Wehe & Helmut Siller (Hrsg.). Handbuch Polizeimanagement. Polizeipolitik – Polizeiwissenschaft – Polizeipraxis. Wiesbaden: Springer. ISBN 978-3-658-34387-3[18]
- Rudi Heimann & Jürgen Fritzsche (2023). Gewaltprävention und Eigensicherung im Öffentlichen Dienst. Gefahrenpotenziale erkennen, einschätzen und entschärfen. Stuttgart: Boorberg. ISBN 978-3-415-07440-8[19]
- Rudi Heimann (2024). Handbuch Stabsarbeit der Polizei. Führung und Einsatz. Stuttgart: Boorberg. ISBN 978-3-415-07613-6[20]